# Lịch sử quân hàm Quân đội nhân dân Việt Nam

Quân hiệu Quân đội nhân dân Việt Nam

Hệ thống danh xưng các cấp bậc quân hàm của Quân đội Việt Nam được Chủ tịch Hồ Chí Minh đặt ra vào ngày 22 tháng 3 năm 1946, dựa theo hệ thống quân hàm của quân đội Nhật Bản. Thiết kế tham chiếu hệ thống cấp hàm quân sự của quân đội Pháp. Năm 1958, hệ thống quân hàm quân đội nhân dân Việt Nam được thay đổi và sử dụng gần như liên tục kể từ đó.
Hiện tại, về cơ bản, quân đội Việt Nam không có quân hàm cấp Nguyên soái, Thống tướng như một số nước khác. Cấp bậc Chuẩn tướng cũng không tồn tại trong hệ thống này. Ngược lại, các cấp Thượng tướng, Thượng tá hay Thượng úy của Việt Nam hiện nay lại không tồn tại trong quân đội nhiều nước. Vì vậy, để so sánh cấp hàm tương đương giữa Việt Nam và các quốc gia khác, người ta thường dùng danh sách quân hàm.

## Nguyên bản

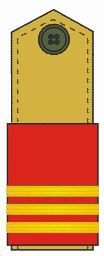
Đại úy
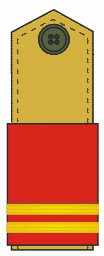
Trung úy
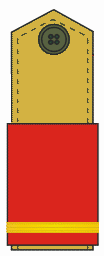
Thiếu úy
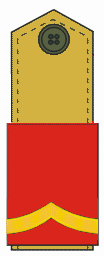
Chuẩn úy

Thượng sĩ
Trung sĩ
Hạ sĩ

Theo sắc lệnh số 33 do Chủ tịch Hồ Chí Minh ký vào ngày 22 tháng 3 năm 1946, quân hàm của Quân đội Quốc gia Việt Nam (tên cũ của Quân đội nhân dân Việt Nam từ năm 1950) được xếp như sau:
1. Cấp tướng (3 cấp hàm):

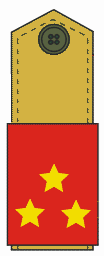
Đại tướng
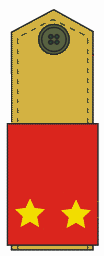
Trung tướng
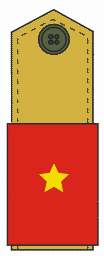
Thiếu tướng

2. Cấp tá (3 cấp hàm):

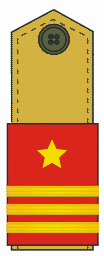
Đại tá
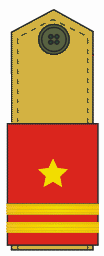
Trung tá
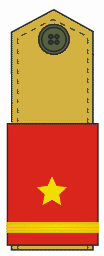
Thiếu tá

3. Cấp úy (4 cấp hàm):
- Đại úy
- Trung úy
- Thiếu úy
- Chuẩn úy

4. Cấp hạ sĩ quan (3 cấp hàm):
- Thượng sĩThượng sĩ
- Trung sĩTrung sĩ
- Hạ sĩHạ sĩ

5. Cấp chiến sĩ (2 cấp hàm):

Binh nhấtBinh nhất
Binh nhìBinh nhì

Tuy nhiên, do chiến tranh, hệ thống cấp hàm đã không được sử dụng, ngoại trừ một vài trường hợp ngoại lệ. Hệ thống cấp hàm đã được thay đổi thành hệ thống hiện tại từ năm 1958 và đã có một số thay đổi cấp hàm kể từ khi áp dụng.

## Việc áp dụng hệ thống cấp hàm năm 1958 và một số thay đổi
- 1958

Với việc chính thức áp dụng hệ thống quân hàm lực lượng vũ trang vào năm 1958, Quân đội nhân dân Việt Nam có ba cấp hàm: Tướng, Tá và Úy và mỗi cấp có bốn bậc được phân loại theo số sao: 4 sao, 3 sao, 2 sao và 1 sao; đặc biệt, các sĩ quan cấp Úy có thêm một bậc hàm nữa là Chuẩn úy (sĩ quan chuyên nghiệp).
Dưới cấp Sĩ quan là cấp Hạ sĩ quan và cấp Chiến sĩ và Học viên. Cấp hạ sĩ quan có 3 bậc: Thượng sĩ, Trung sĩ và Hạ sĩ. Chiến sĩ có 2 cấp hàm: Binh nhất và binh nhì. Đến năm 1982, Hải quân Nhân dân Việt Nam đã sử dụng các cấp hàm tương tự như các lực lượng vũ trang khác.
- 1982

Cấp bậc Thượng tá đã chính thức bị bãi bỏ.
Các quân hàm hải quân sau đây được chính thức sử dụng cho các sĩ quan cấp tướng của Hải quân Nhân dân Việt Nam: Đô đốc (tương đương Thượng tướng), Phó Đô đốc (tương đương Trung tướng), và Chuẩn Đô đốc (tương đương Thiếu tướng).
- 1992

Cấp hàm Thượng tá được khôi phục lại.
- 1996

Các cấp hàm của Bộ đội Biên phòng Việt Nam chính thức được thông qua, với thiết kế quân hàm nền xanh lá đậm và viền đỏ. Cầu vai của các sĩ quan và chiến sĩ được thay đổi thành thiết kế hiện tại.
- 1998

Quân hàm Cảnh sát biển được thiết kế với nền màu xanh dương đậm và viền vàng.
- 2008

Các quy định mới về phù hiệu cấp hàm quân sự với một số cải tiến đã được ban hành chính thức.
Quân nhân chuyên nghiệp cũng sử dụng vạch kim loại thẳng nhưng có một dải màu hồng chạy giữa các cầu vai để phân biệt.
Cầu vai của cấp tướng được dệt hình ảnh trống Đông Sơn và chim hồng hạc. Cầu vai cấp Tá có các đường dệt giống như cầu vai của các cấp Tướng kiểu cũ.

## Quân hàm chính thức hiện tại
Các quân hàm có thể hiển thị cấp hàm về quân chủng của quân nhân trong Quân đội nhân dân Việt Nam. Màu của các quân hàm cho biết quân chủng
Các màu trên viền cầu vai của quân chủng là:
- Lục quân: đỏ
- Không quân: xanh da trời
- Hải quân: tím than
- Biên phòng: đỏ
- Cảnh sát biển: vàng

Lục quân-Không quân-Hải quân sử dụng nền vàng cho sĩ quan chỉ huy và có vạch hồng chạy dọc cầu vai đối với quân nhân chuyên nghiệp.
Các quân hàm của Lực lượng Bộ đội Biên phòng có nền là màu xanh lục đậm và viền là màu đỏ.
Các quân hàm của Cảnh sát biển có nền là màu xanh dương đậm và viền là màu vàng.